# سام فولاین
سام فولاین (انگلیسی: Sam Folarin؛ زادهٔ ۲۳ سپتامبر ۲۰۰۰) بازیکن فوتبال است.